# Sjoerd Conrad
Sjoerd Conrad (Paramaribo (Suriname), 17 oktober 1972) is een Nederlands voormalig profvoetballer van Surinaamse afkomst. Hij speelde in het seizoen 1993-1994 op huurbasis bij Excelsior en in de jaargang 1994-1995 bij RBC. Na zijn seizoen bij RBC  werd hij verkocht aan Excelsior en keerde alsnog terug voor twee seizoenen. Na zijn sterke optreden bij Excelsior verkoos hij voor een Belgisch avontuur bij Beerschot VAC. Hier speelde hij twee seizoenen, totdat een zware enkelblessure het einde van zijn betaaldvoetbalcarrière betekende. In het seizoen 2006-2007 speelde hij voor de amateurtak van Feyenoord. Conrad heeft zijn loopbaan beëindigd bij sportvereniging sv Deltasport uit Vlaardingen.